# Південний схід штату Піауї (мезорегіон)
Південний схід штату Піауї (порт. Mesorregião do Sudeste Piauiense) — адміністративно-статистичний мезорегіон в Бразилії, входить в штат Піауї. Населення становить 503 тисяч чоловік (на 2006 рік). Площа — 45 910,326 км². Густота населення — 10,9 чол./км².

## Склад мезорегіону
В мезорегіон входять три мікрорегіони:
1. Алту-Медіу-Канінде
2. Пікус
3. Піу-IX

| Бразилія | Це незавершена стаття з географії Бразилії. Ви можете допомогти проєкту, виправивши або дописавши її. |